# Devin the Dude
Devin the Dude, de son vrai nom Devin Copeland, né le 4 juin 1970 à Pontiac, dans le Michigan, est un rappeur et producteur de musique américain. Il est sans doute surtout connu pour son style de rap, sa carrière au label Rap-a-Lot Records, et pour ses chansons Lacville '79 et Doobie Ashtray.

## Biographie

### Jeunesse
Devin Copeland est né à Pontiac, Michigan le 4 juin 1970. Il passe son enfance à St. Petersburg, en Floride et emménage au Texas lorsqu'il est au collège. Durant son enfance, il alterne entre New Boston et Houston, et se pose finalement à Houston après avoir obtenu son diplôme au lycée. Il fume de la marijuana pour la première fois en classe de cinquième ; la marijuana l'influencera particulièrement dans sa musique. Adolescent, Copeland s’intéresse au breakdance, et devient membre de quelques crews avant de se lancer dans le rap, qui deviendra très vite sa passion. Après le lycée, il fait la rencontre de Rob Quest, un rappeur et producteur aveugle, et forment ensemble le groupe Odd Squad.

### Carrière musicale
Devin Copeland se lance dans le groupe Odd Squad (plus tard les Coughee Brothaz), un groupe de rappeurs signé sur le label Rap-a-Lot Records. Le label est notable pour avoir signé de pionniers du hip-hop comme les Geto Boys, Scarface et Too Much Trouble. Copeland sera par la suite membre du groupe Facemob de Scarface avant de se lancer en solo en 1998.
Copeland compte huit albums solo : The Dude (1998), Just Tryin' ta Live (2002), To tha X-Treme (2004), Waitin' to Inhale (2007), Landing Gear (2008), Suite 420 (2010), Gotta Be Me (2010) et One for the Road (2013). Il participe également à d'autres œuvres musicales comme Fuck You de Dr. Dre en 1999, Baby Phat de De La Soul et I'm Back de Slim Thug.
En 2008, il met un terme à son contrat avec Rap-a-Lot Records après quinze ans. Plus tard dans l'année, il signe avec le label indépendant Razor and Tie. Devin est actuellement distribué par E1 Entertainment, anciennement Koch.
En 2013, Devin joue dans la stoner comedy Highway 420. La bande originale fait notamment participer 2 Chainz, UGK, Smoke DZA, Tha Dogg Pound, Slim Thug, Curren$y, David Banner, et Asher Roth.
Le 24 juin 2013 Devin annonce le titre de son huitième album, One for the Road, prévu pour septembre 2013. Il confirme ensuite sa sortie pour le 8 août 2013.

## Discographie

### Albums studio
- 1998 : The Dude
- 2002 : Just Tryin' ta Live
- 2004 : To tha X-Treme
- 2007 : Waitin' to Inhale
- 2008 : Landing Gear
- 2010 : Suite 420
- 2010 : Gotta Be Me
- 2013 : One for the Road
- 2017 : Acoustic Levitation
- 2019 : Still Rollin Up
- 2021 : Soulful Distance

### Compilations
- 2008 : Smoke Sessions, Vol. 1
- 2008 : Greatest Hits
- 2008 : Hi Life

### Singles
- 1998 : Georgy
- 2002 : Lacville '79
- 2007 : Little Girl Gone, What a Job

### Albums collaboratifs
- 1994 : Odd Squad - Fadanuf Fa Erybody!! (Rap-A-Lot Records)
- 1996 : Facemob - The Other Side Of The Law (Rap-A-Lot Records)
- 2006 : Coughee Brothaz - Collector's Edition
- 2006 : J.A. & Devin The Dude - Smoke One 4 Your Brother On The Grind Mixtape
- 2007 : Coughee Brothaz - Waitin our Turn
- 2011 : Coughee Brothaz - Fresh Brew

### Divers
- Signz Of Hate - K-Rino
- So Tired - Hi-Tek, Dion, Bun B, & Pretty Ugly
- Smartz - Scarface
- Hand Of The Dead Body  - Scarface & Ice Cube
- Fuck You (ft. Snoop Dogg & Devin The Dude) - Dr. Dre off Dr. Dre's 2001
- Money Makes The World Go Round - Scarface & Daz
- Ain't That A Bitch - UGK
- Fuck Faces - Scarface, Too Short, & Tela
- Like Some Hos - Geto Boys
- Back Up Plan - The Color Changing Click
- Issues - The Luniz off The Luniz's Silver & Black
- Pussy (Remix) (ft. Devin the Dude Jay-Z & R. Kelly
- Baby Phat  - De La Soul
- Sumtin Like A Pimp  - Tha Realest & Dru Down
- Ya Boy  - Yukmouth & Amphichino of Yukmouth's Godzilla
- Pussy - Sani G
- Just a Man - Raphael Saadiq off the Baby Boy Soundtrack
- Pimp Life - Too Short, Gipp, & Bun B off Too Short's What's My Favorite Word?
- Gots To Go - David Banner & Bun B
- Where Can We Go? - The Alchemist
- The Mule - Z-Ro & Juvenile off Z-Ro's Let The Truth Be Told
- Hey Shawty - I-20 off
- 4 O'clock - Middlfingaz & Bun B
- Don't Fake - Trae & Bun B
- Porno Bitches - Bizarre of D12 & Big Boi off Bizarre's Hannicap Circus
- Somebody's Got To Do It - The Roots & Jean Grae
- Let's Go - Too Short & Cutty Cartel off Too Short's Married to the Game
- Drugs - Tela
- Niggazzz - A-lox & G.Dub from A.B.N
- Forbidden Fruit - El Axel
- Back Up Plan - Chamillionaire
- Keep Goin - Kool G Rap & Snoop Dogg
- Greater Later - J-Zone
- Poisonous - Dilated Peoples
- Ooh Na Na Naa Naa - Lil Jon
- Pussy - Stat Quo
- Everytime - Pimp C
- In & Out - Scarface & Too Short
- Carson Daly 2007 Last Call with Carson Daly 2007
- Rocky Road - Chamillionaire
- Wine & Dine'em - Oral Bee
- Wonderful - CunninLynguists
- P.W.A. - 5th Ward Boys
- Bag of Weed - Young Buck
- The Best Thang Goin - Yukmouth off Yukmouth's New Album Million Dollar Mouthpiece
- Star In the Sky - Yukmouth off Yukmouth's New Album Million Dollar Mouthpiece
- Coming home -  Hawk, Chamillionaire and Trae (Performing as Devin)